# يوري (لاعب كرة قدم مواليد 1996)
يوري (بالبرتغالية: Yuri Antônio Costa da Silva‏) هو لاعب كرة قدم برازيلي في مركز الدفاع، ولد في 8 يناير 1996 في ساو باولو في البرازيل. لعب مع بوتافوغو ريغاتاس.

## وصلات خارجية
- يوري (لاعب كرة قدم مواليد 1996) على موقع قاعدة بيانات كرة القدم.إي يو (الإنجليزية)
- يوري (لاعب كرة قدم مواليد 1996) على موقع Soccerway.com (الإنجليزية)
- يوري (لاعب كرة قدم مواليد 1996) على موقع عالم كرة القدم.نت (الإنجليزية)